# Albarracina baui
Albarracina baui is een vlinder uit de familie spinneruilen (Erebidae), onderfamilie donsvlinders (Lymantriinae). De wetenschappelijke naam van deze soort is voor het eerst geldig gepubliceerd in 1890 door Standfuss.
De soort komt voor in tropisch Afrika.